# Josué Cardona
Mauro Josué Cardona (Jutiapa, Guatemala; 8 de septiembre de 2001) es un futbolista jutiapaneco que actualmente esta cedido a préstamo al Deportivo Achuapa de la Liga Nacional, se formó en las divisiones menores del Xelajú MC (equipo al que pertenece) y se desempeña en la posición de delantero.

## Clubes
| Club              | País      | Año               |
| ----------------- | --------- | ----------------- |
| Xelajú MC         | Guatemala | 2022 -            |
| San Pedro F.C     | Guatemala | 2022 -2023        |
| Deportivo Achuapa | Guatemala | 2023 - Actualidad |